# Hatsuharu
L'Hatsuharu (初春? lett. "Scrosci di primavera") è stato un cacciatorpediniere della Marina imperiale giapponese, seconda ed eponima unità dell'omonima classe. Fu varato nel febbraio 1933 dal cantiere di Sasebo.
All'inizio della guerra nel Pacifico rimase con le altre unità della divisione di appartenenza, la 21ª, nelle acque nazionali, quindi in gennaio fu inviato a sud per partecipare alle ultime fasi della campagna delle Indie orientali olandesi; rientrò in marzo in Giappone, fu revisionato e riarmato, quindi fu presente all'occupazione delle isole di Attu e Kiska: gravemente danneggiato nel novembre 1942 mentre trasportava truppe sulla seconda isola, rimase in riparazione sino al settembre 1943 ed ebbe incrementata la dotazione contraerea. Per l'anno seguente fu impegnato in missioni di scorta a convogli e navi da guerra tra i porti nipponici, la base di Truk, Singapore e l'Isola di Formosa. In ottobre fu inviato nelle Filippine sempre con compiti di difesa e fu coinvolto, all'inizio di novembre, nelle prime operazioni di rifornimento dal mare di Leyte. Fu però gravemente danneggiato mentre era ormeggiato nella baia di Manila il 13 novembre e il giorno seguente si capovolse e affondò.

## Servizio operativo

### Costruzione
Il cacciatorpediniere Hatsuharu fu ordinato nell'anno fiscale edito dal governo giapponese nel 1931. La sua chiglia fu impostata nel cantiere navale di Sasebo il 14 maggio 1931 e il varo avvenne il 27 febbraio 1933; fu completato il 30 settembre dello stesso anno. La nave formò con il Wakaba, il Nenohi e l'Hatsushimo la 21ª Divisione, dipendente dalla 1ª Squadriglia della 1ª Flotta.

### 1941-1942
Tra il 1940 e il 1941 l'Hatsuharu passò al comando del capitano di corvetta Hiroshi Makino. Subito dopo l'attacco di Pearl Harbor del 7 dicembre 1941 rimase con il resto della 21ª Divisione nelle acque nazionali con compiti di pattuglia, poiché lo stato maggiore intendeva conservare le corazzate della 1ª Flotta per una "battaglia decisiva" da anni studiata e teorizzata. Il 18 dicembre salparono da Tokuyama e andarono incontro alla 1ª Flotta aerea del viceammiraglio Chūichi Nagumo, reduce dall'attacco, per scortarla sino a Hashirajima dove arrivò il 23; i cacciatorpediniere rientrarono quindi a Tokuyama. Il 14 gennaio 1942 l'Hatsuharu e le unità gemelle lasciarono il porto di scorta a un convoglio di petroliere che il 22 fece tappa a Davao nelle Filippine; da qui proseguirono verso Kendari aggregati alla forza anfibia che doveva sbarcarvi. Il 25 gennaio, però, l'Hatsuharu abbordò a bassa velocità l'incrociatore leggero Nagara e dovette rientrare a Davao accompagnato dal Nenohi. L'11 febbraio, completate le riparazioni, fu incaricato di una missione di scorta a petroliere in viaggio verso Balikpapan e Tarakan; dal 23 febbraio vigilò la rotta della petroliera Akebono Maru da Davao a Makassar, quindi il 26 si riunì alla 21ª Divisione impegnata nelle ultime fasi della campagna delle Indie orientali olandesi. Nella notte tra il 28 febbraio e il 1º marzo, assieme alle unità gemelle, l'Hatsuharu inseguì i quattro cacciatorpediniere statunitensi USS Alden, USS John D. Edwards, USS John D. Ford, USS Paul Jones in fuga verso l'Australia, senza riuscire a intercettarle.
Dopo due settimane trascorse nelle acque indonesiane, l'Hatsuharu intraprese il viaggio di ritorno in Giappone che durò dal 16 al 25 marzo, giorno nel quale fu sistemato in bacino di carenaggio per manutenzione. Il 29 maggio, di nuovo operativo, seguì l'incrociatore leggero Abukuma e il resto della 21ª Divisione da Ominato verso nord-est, come parte della manovra diversiva nelle isole Aleutine prevista dall'ammiraglio Isoroku Yamamoto per l'attacco all'atollo di Midway. L'Hatsuharu non ebbe alcun ruolo nella battaglia delle Midway: il 7 giugno Attu fu occupata e il 10 anche Kiska fu presa senza combattere. Sino al 12 giugno pattugliò le acque della prima isola e dal 1º al 12 luglio ebbe lo stesso compito al largo di Kiska; il 19 rientrò a Saeki e proseguì sino a Yokosuka dove dal 21 luglio al 4 agosto fu sottoposto a revisione. Rientrò il 6 agosto a Ominato e da questa base condusse regolari pattugliamenti a nord di Hokkaidō e a est delle isole Curili: tra il 12 e il 16 settembre fu impegnato in una missione di trasporto truppe da Shimushu a Kiska e ritorno. Spostatosi poi a Yokosuka a inizio ottobre, l'11 salpò assieme al cacciatorpediniere Oboro per trasferire altri uomini a Kiska. Il 17 ottobre, al largo dell'isola, le due unità furono scovate e attaccate da un piccolo gruppo di bombardieri bimotori Martin B-26 Marauder appartenenti all'Eleventh Air Force; l'Oboro fu distrutto e l'Hatsuharu incassò a poppa un ordigno che inflisse gravi danni e quasi staccò il timone. Con quattro morti, quattordici feriti e diciassette naufraghi, riuscì a raggiungere Paramushiro il 25 ottobre. Qui ricevette riparazioni provvisorie e poté raggiungere Maizuru, dove il 6 novembre fu messo in bacino di carenaggio.

### 1943

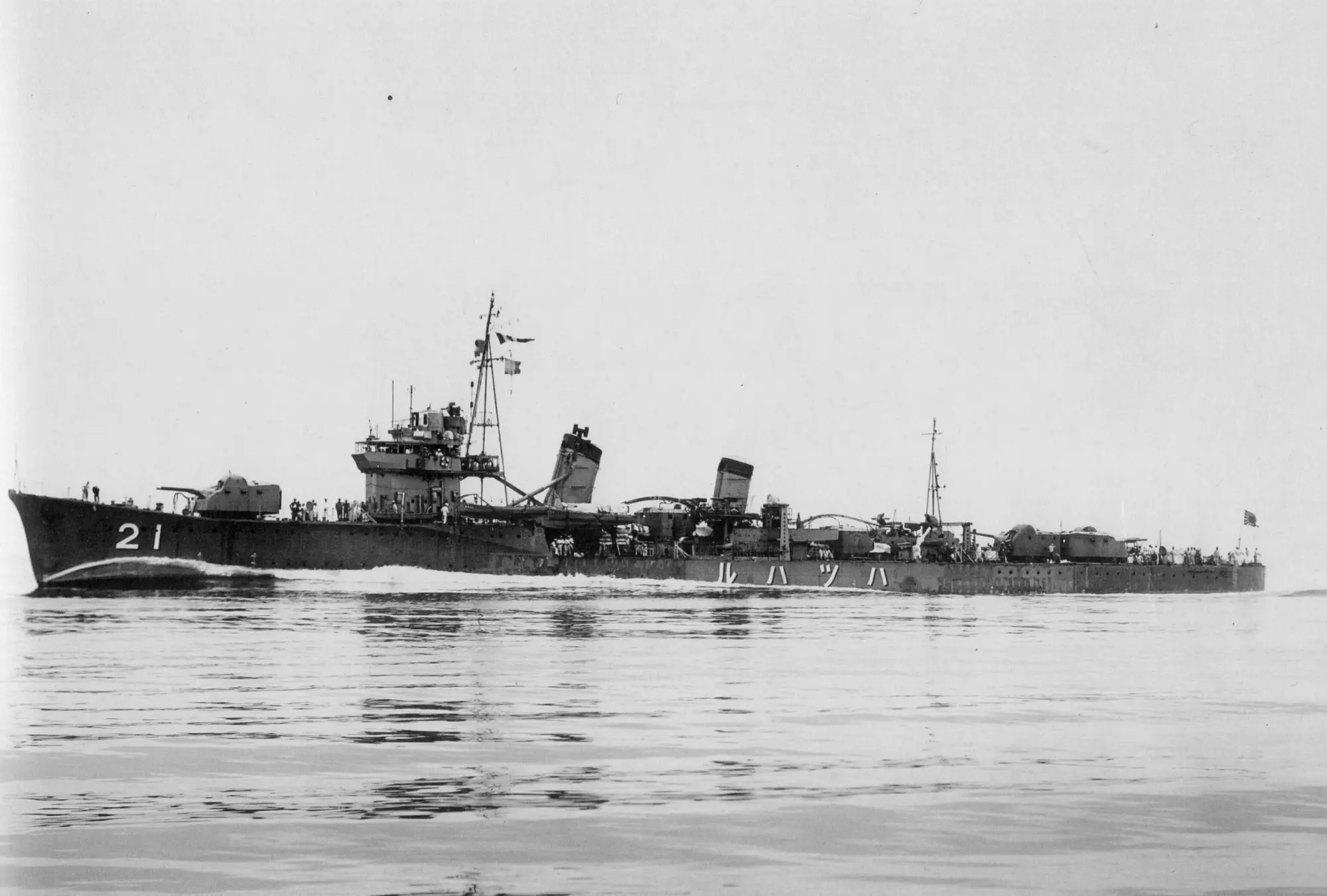
LHatsuharu in navigazione, già in versione rivista

L'Hatsuharu rimase in riparazione sino al settembre 1943. Durante i lavori la torre singola con il pezzo da 127 mm e i due cannoni da 40 mm furono rimpiazzati da tre installazioni triple di cannoni contraerei Type 96 da 25 mm L/60; un impianto doppio di Type 96 fu inoltre montato su un ballatoio costruito davanti alla torre di comando. La ricarica per la bancata di lanciasiluri a mezzanave fu eliminata, mentre il carico di bombe di profondità crebbe a trentasei. In questo periodo il capitano di corvetta Makino fu rimpiazzato dal pari grado Hirō Yamana (5 novembre 1942) e la 1ª Squadriglia cacciatorpediniere fu trasferito alla dipendenze della 5ª Flotta (1º aprile 1943); il 20 maggio il comando passò al capitano di corvetta Toyoji Hitomi, a sua volta sostituito il 10 settembre dal pari grado Kiyoshi Tobita. Il 30 settembre l'Hatsuharu rientrò in servizio, dotato anche di un radar Type 22 di superficie, e l'11 ottobre si spostò a Saeki; qui si unì all'Hatsushimo per scortare le portaerei leggere Ryuho e Chitose nella traversata sino a Singapore, che durò dal 19 al 26 ottobre. Il 5 novembre i due cacciatorpediniere rientrarono a Tokuyama. Il 24 novembre la 21ª Divisione (eccettuato il Nenohi affondato nel 1942) salpò da Kure di scorta alla portaerei Hiyo, che fece tappa a Manila prima di fermarsi a Singapore: rimasero nella città dal 3 al 10 dicembre, poi tutte le navi ripartirono. Sostarono a Tarakan e alle isole Palau e infine si fermarono alla base aeronavale di Truk. Il 24 dicembre l'Hatsuharu e le unità gemelle fecero rotta per Yokosuka accompagnando le portaerei Zuiho e Unyo.

### 1944 e l'affondamento
Il 1º gennaio 1944, appena rientrata in patria, la 21ª Divisione cacciatorpediniere fu riassegnata alle dirette dipendenze del comandante della Flotta Combinata, all'epoca l'ammiraglio Mineichi Kōga. Dal 4 al 9 gennaio l'Hatsuharu, assieme al resto della divisione e ai due cacciatorpediniere Maikaze e Nowaki, fu coinvolto nella scorta all'incrociatore pesante Atago, alla Zuiho e alla Unyo sino a Truk. Le portaerei scaricarono velivoli e materiali, quindi furono caricate con attrezzature e materie prime per il viaggio di ritorno, la cui difesa fu affidata alla 21ª Divisione; durante la traversata, però, la Unyo fu gravemente danneggiata da un sommergibile e quindi fu dirottata a Saipan con la scorta dell'Hatsushimo. Toccata il 23 Yokosuka, l'Hatsuharu riprese il mare il 29 assieme al Wakaba per proteggere la Zuiho e la Chiyoda, anch'esse in rotta per Truk. L'andata e il ritorno si svolsero senza incidenti e il 16 febbraio le unità rientrarono a Yokosuka; da qui l'Hatsuharu proseguì per Sasebo, avendo bisogno di manutenzione. Il 27 febbraio, rimesso in efficienza, si spostò con il Wakaba a Ominato e dal 29 febbraio riprese le periodiche ricognizioni e missioni di scorta nelle acque settentrionali dell'Impero giapponese. Il 1º aprile passò al comando del capitano di corvetta Yoshiharu Nagakura e dal 13 al 22 rimase in bacino a Kure per revisione, dove due cannoni Type 96 in postazioni singole furono montati ai lati e davanti alla plancia.
L'Hatsuharu riprese il servizio di pattugliamento e scorta da Ominato e, il 13 giugno, trasse in salvo i superstiti del trasporto Takashima Maru, vittima di un sommergibile mentre lo accompagnava a Otaru. Il 24 giugno raggiunse Yokosuka e vi rimase due giorni per revisione: fu anche armato con altri dieci pezzi da 25 mm su affusti singoli, piazzati ovunque ci fosse spazio, e quattro mitragliatrici pesanti Type 93 da 13,2 mm. Così rinforzata la contraerea, salpò il 28 con il Wakaba in difesa di una missione trasporto truppe a Iwo Jima, conclusasi il 30 con successo. Tra il 10 e il 19 luglio ripartì da Yokosuka di scorta a un convoglio carico di uomini che, dopo una tappa a Iwo Jima, si fermò a Chichi-jima; l'Hatsuharu riguadagnò Yokosuka il 20 e sino all'11 rimase in riparazione, ricevendo anche un radar Type 13 per la ricerca aerea. Dopo aver scortato con il Wakaba la Unyo e la nave da battaglia Yamashiro a Kure, dal 16 agosto al 21 settembre i due cacciatorpediniere furono impegnati nella difesa di convogli da questa città a Formosa e Luzon (Filippine), prima di tornare nell'arsenale per un altro ciclo di manutenzione: il personale aggiunse altri cinque Type 96 singoli, portando i pezzi da 25 mm individuali a un totale di diciassette. Il 14 ottobre, passato da meno di due settimane al comando del capitano di corvetta Yasunosuke Okuma, l'Hatsuharu partì con il resto della 21ª Divisione di scorta alla 21ª Divisione incrociatori (Ashigara, Nachi) che, passando per Amami Ōshima, si ancorò a Mako nelle Pescadores, per proseguire da sola verso le Filippine in obbedienza al piano Shō-Gō 1. I tre cacciatorpediniere continuarono sino a Takao e il 21 salparono con destinazione Manila, dove fecero scendere personale appartenente alla 2ª Flotta aerea. Il 23 ripresero il mare per unirsi alla 5ª Flotta del viceammiraglio Kiyohide Shima (anch'essa coinvolta nell'operazione), ma il 24 l'Hatsuharu e l'Hatsushimo si fermarono per raccogliere i superstiti del Wakaba, affondato da velivoli nemici, e depositarli a Manila.
Tra il 1º e il 2 novembre l'Hatsuharu fu coinvolto nell'operazione TA No. 1, nome in codice per il primo di diversi convogli carichi di truppe e armi diretti a Leyte, dove la guarnigione stava combattendo ostinatamente: il 3 novembre fu però distaccato con l'Hatsushimo per difendere il trasporto T.9, a sua volta impegnato nel traino del devastato T.131 a Manila. Il 9 l'Hatsuharu, assieme al cacciatorpediniere Take, ripartì da Manila aggregato alle navi in difesa del convoglio TA No. 3, venendo poi rilevato il giorno seguente dai cacciatorpediniere Naganami, Wakatsuki e Asashimo. Il 13 novembre, mentre era all'àncora a Manila, l'Hatsuharu rimase coinvolto in un'incursione di apparecchi imbarcati statunitensi. Diverse bombe caddero vicino allo scafo e aprirono crepe e falle, provocando inoltre dodici morti e sessanta feriti. Il giorno successivo l'Hatsuharu, evacuato dai 218 membri dell'equipaggio rimasti e allagato, si capovolse e affondò nella baia della capitale (14°35′N 120°50′E).
Il 10 gennaio 1945 il suo nome fu rimosso dalla lista del naviglio in servizio.